# Paul Paris-Jallobert
L'abbé Paul Paris-Jallobert, né à Cancale le 28 août 1838 et décédé à Balazé le 17 février 1905, est un prêtre catholique séculier français. Son père est médecin à Cancale.

## Biographie
Passionné d'histoire et de généalogie, l'abbé Paul Paris-Jallobert réalisa de nombreuses études historiques sur le diocèse de Rennes. En 1890, il commença la publication des Anciens registres paroissiaux de Bretagne. Cette œuvre reste inachevée mais constitue une source incontournable pour les historiens et les généalogistes.
Vicaire de Vitré, l'abbé Paris-Jallobert s'intéressa particulièrement à l'histoire de la ville et publia en 1880 le Journal historique de Vitré (réédité en 1995).